# Récif Maralie
Le récif Maralie ou récif Bittern (en anglais Maralie Reef ou Bittern Reef, en mandarin Shípánzǐ (en sinogrammes 石盘仔), en vietnamien Đá Núi Mon), est un récif des îles Spratleys en mer de Chine méridionale,,.

## Toponymie
Les pêcheurs chinois appelaient autrefois le récif Pearson Shípán (石盘), et ce récif étant plus petit que le récif récif Pearson, il fut appelé Shípánzǐ (石盘仔). 
Le nom standard publié par le Comité chinois des noms géographiques en 1983 était Shípánzǐ (石盘仔). La littérature occidentale le désigne généralement sous le nom Maralie Reef ou Bittern Reef.

## Géographie
Le récif Maralie est une petite plateforme de récif corallien océanique et peu profonde située dans la partie nord-est des îles Spratleys, à 214 milles marins à l'ouest de l'île de Palawan, à 224 milles marins au nord-ouest de l'île de Bornéo et à 302 milles marins à l'est du Viêt Nam continental.
Le récif Pearson, situé à plus de 13 milles marins au sud, est l'élément géographique peu profond le plus proche,,.

## Caractéristiques
Cette plateforme corallienne immergée mesure 1 km sur son axe nord-sud et 800 mètres sur son axe ouest-est pour un superficie de 0,72 km2. Elle est plus profonde que la plupart des autres formations peu profondes, la partie la moins profonde de la plateforme se situant entre 7 et 9 mètres de profondeur.
De forme circulaire, le récif mesure environ 0,3 mille nautique (560 mètres) de diamètre. Complètement submergé, il ne crée pas de vagues à la surface de la mer, ce qui le rend difficile à identifier pour les navires. Les observations satellites montrent toutefois quelques vagues isolées.

## Revendication de souveraineté
Le récif Maralie est l'objet d'un différend entre les Philippines, la Chine, le Viêt Nam et Taïwan.
On ne sait pas clairement quel pays contrôle cette zone.

## Structures artificielles
Il n'y a pas de structures artificielles sur le récif Maralie en 2025.